# Agrostis rosei
Agrostis rosei là một loài thực vật có hoa trong họ Hòa thảo. Loài này được Scribn. & Merr. mô tả khoa học đầu tiên năm 1901.